# Tiridate III d'Arménie
Pour les articles homonymes, voir Tiridate.
Tiridate III d'Arménie (en arménien Տրդատ Գ) est un roi d'Arménie (287 à 298).
Tiridate III est un roi arsacide d’Arménie, fils de Tiridate II d'Arménie, qui règne à la suite de son frère Khosrov II d'Arménie sur l'Arménie occidentale de 287 à 293 en opposition aux Sassanides puis sur l'Arménie réunifiée par les Romains à partir de 293. Il a comme successeur son neveu Tiridate IV avec lequel il est souvent confondu par les historiens arméniens anciens.